# Vráble
Vráble (em húngaro: Verebély) é uma cidade da Eslováquia, situada no distrito de Nitra, na região de Nitra. Tem 38,31 km² de área e sua população em 2018 foi estimada em 8.567 habitantes.

## Demografia
| Ano:        | 1994 | 2004   | 2014   | 2024   |
| ----------- | ---- | ------ | ------ | ------ |
| Broj ljudi: | 9653 | 9470   | 8804   | 8262   |
| Razlika:    |      | -1,89% | -7,03% | -6,15% |

| Ano:               | 2023 | 2024   |
| ------------------ | ---- | ------ |
| Número de pessoas: | 8323 | 8262   |
| Diferença:         |      | -0,73% |